# Cámara temblorosa

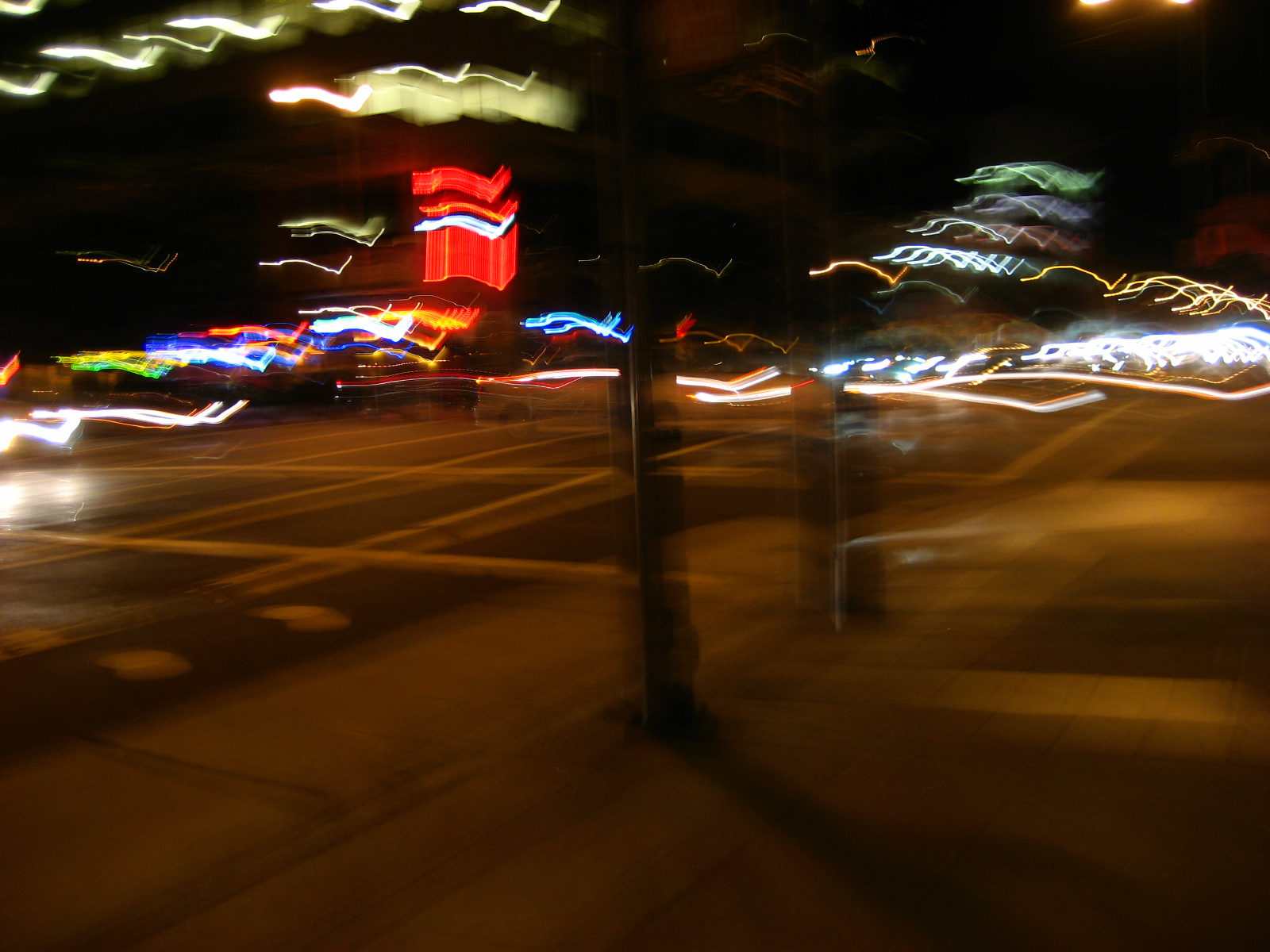
Representación de la técnica de cámara temblorosa. En apuros, la cámara muestra mucha confusión y vértigo al espectador, limitando extremadamente su visión.

Cámara temblorosa —también llamada shaky camera, cámara inestable, cámara en mano o cámara libre— es una técnica cinematográfica donde se prescinde deliberadamente de los métodos de imagen estable tradicionales. La cámara está sostenida en la mano, o entrega la apariencia de estar sostenida en mano, y en muchas casos, las tomas están limitadas a lo que un camarógrafo podría consumar sin trípode ni pedestal. La cámara inestable entrega un sentimiento de urgencia a una secuencia fílmica, un ad hoc, una captación electrónica de noticias o de película documental. Esto sugiere una filmación no ensayada ni preparada de antemano, pensada para proporcionar una sensación de dinamismo, inmersión, inestabilidad y nerviosismo. La técnica puede ser usada para entregar una apariencia pseudo-documental de cinéma vérité a una película. El abuso de está técnica puede provocar que el espectador se sienta mareado o enfermo.
Esta técnica está muy relacionada con el género metraje encontrado —originalmente found footage en inglés—, el cual constituye todas las películas mostradas en un formato cinematográfico para otorgarle el aspecto de video doméstico, documento audiovisual perdido o grabaciones amateur. En las películas de terror de este mismo género, la confusión, el vértigo y la visión unidireccional provoca que el espectador se sienta angustiado.

## Historia
Tradicionalmente, la fotografía en movimiento o estática depende de montajes estables y firmes para una imagen escalofriante. Se hacen grandes esfuerzos para obtener una perfecta imagen estable. Sin embargo, los experimentos con cámara en mano comenzaron tan pronto como en 1925 con Varieté de Ewald André Dupont y Napoleón de Abel Gance.
Los movimientos de este tipo se hicieron más prominentes en algunos largometrajes de los años sesenta, incluyendo un número de películas dirigidas por John Cassavetes. Jonas Mekas nombró y defendió la «cámara inestable» de los cineastas vanguardistas, escribiendo en Film Culture en 1962 que estaba «enfermo y cansado de los guardianes del arte cinematográfico» acusando a los nuevos cinematógrafos de pobres habilidades con la cámara. Mekas vio esto como una técnica improvisada barata, que permitió mayor desenvolvimiento artístico y libertad financiera. Otros ejemplos de uso de cámara en manos de los sesenta incluyen El hacedor de milagros, Siete días de mayo, La batalla de Argel y Dr. Strangelove. También por el Free Cinema, Cinema Verite, Direct Cinema, Nueva Ola Francesa. Las cámaras de formatos pequeños (16 mm, 8 mm, Super8) facilitaron el utilizarlas "en mano".
El estilo de «cámara inestable» fue retomado con nueva energía en 1981. En la película, el director Sam Raimi ordenó a Tim Philo, su cinematógrafo, en atornillar una cámara a una pieza de madera de 5 por 10 centímetros, y con dos fuertos grips sosteniéndolo y corriéndolo por una cuadra, rebotando sobre los cuerpos caídos, siguiendo a un personaje femenino, después que la cámara cambie de dirección. Otros efectos de cámara inestable inventado en esa película fue uno que el equipo técnico llamó «cámara en sábana» (blank-o-cam), donde el camarógrafo se echaría en una sábana y este siendo llevado por cuatro grips, la cámara apunta hacia adelante cerca del nivel del suelo para ver el movimiento de los pies. Más técnicas de cámara inestables fueron empleadas por Raimi en sus consiguientes películas incluyendo Crimewave en 1985.
En 1984, los hermanos Coen y su director de fotografía Barry Sonnenfeld usaron técnicas de cámara temblorosa en Simplemente sangre , y luego también en Educando a Arizona (1987).
El estilo improvisado de filmación de Woody Allen estuvo relacionado con técnicas de cámara en mano en Maridos y esposas, filmado por Carlo Di Palma en 1991 y 1992. La escena de introducción de la película usa el estilo de cámara en mano para lograr una sensación de «ansiedad flotante y pérdida definitiva de toda seguridad». Los críticos bromearon recomendando Dramamine para prevenir el mareo. Allen y Di Palma continuaron usando la técnica, pero más fina y restringida en Misterioso asesinato en Manhattan y sus consiguientes películas a través de los noventa para ahorrar el tiempo dedicado a la fotografía principal, y para mantenerse dentro del presupuesto.
En 1994, la serie televisiva ER empleó la técnica de cámara temblorosa, al igual que la película de desastres Tornado (1996).
El director danés Lars von Trier usó la técnica, llamándola free camera en sus películas. El movimiento Dogma 95 que él creó en 1995 estuvo parcialmente basada en la técnica. La película Bailando en la oscuridad (2000) fue criticada por tener demasiados movimientos de cámara temblorosa.
Janusz Kamiński, el director de fotografía de Steven Spielberg en Saving Private Ryan (1998), uso un plano de escena de una cementerio de hoy en día para abrir la película. Para la escena inicial de acción, usó la técnica de cámara en mano para describir la dura intensidad y brutalidad de la Batalla de Normandía de 1994 en el día D desde el bote para la playa y más allá.
La película de terror The Blair Witch Project hace uso extensivo de cámara temblorosa para dar a la película un aspecto de metraje encontrado.

## Crítica

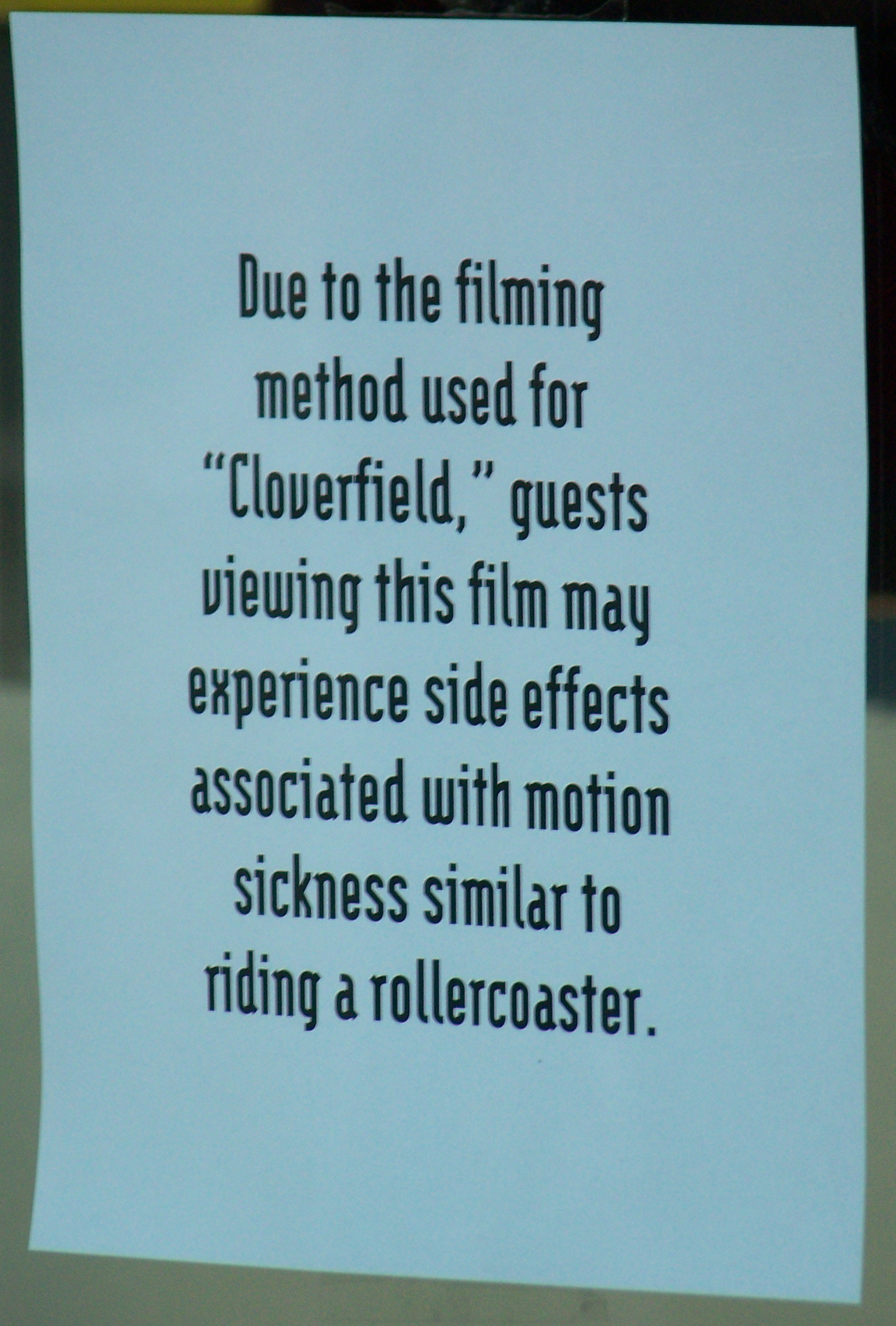
Una advertencia en AMC theater informando a los clientes sobre los efectos secundarios relacionado al mareo debido al uso de la técnica de cámara temblorosa en Cloverfield

Varias películas han sido criticadas por el uso excesivo de la técnica de cámara temblorosa. La segunda y tercera entrega de la franquicia cinematográfica de acción Bourne dirigida por Paul Greengrass fueron descritas por el crítico fílmico Roger Ebert como estar usando técnicas de edición rápida y cámara temblorosa. Ebert no le prestó atención a ello, pero muchos de sus lectores se quejaron —un lo llamó «Queasicam» (cámara mareada). Los profesores de cine David Bordwell y Kristen Thompson describieron el desarrollo de la técnica de más de 80 años en el cine y notó que Greengrass usó más que el usual movimiento de cámara temblorosa para hacerla intencionalmente brusco y que bota bien, emparejado con un duración muy cortas de tomas y una decisión para «fotogramear» inconclusamente la acción.
Las películas Cloverfield (2008) y Friday Night Lights (2004) son descritas como capaces de hacer sentir mareado o enfermo al espectador. Sin olvidar las famosas Chronicle (2012) y Proyecto X (2012)